# Colpo di Stato di Karamanli del 1711
Il colpo di stato di Karamanli del 1711 fu una rivolta popolare alla fine di un periodo di guerra civile in Tripolitania guidata dall'ufficiale turco Ahmed Karamanli contro il bey tripolitano al potere. Karamanli, a capo dei rivoltosi, prese il controllo di Tripoli e si insediò come capo della dinastia Karamanli, la quale governò la Tripolitania, la Cirenaica e il Fezzan per 124 anni come provincia ottomana autonoma, fino al 1835.